# Molestowanie
Molestowanie (łac. molestare, fr. molester drażnić, naprzykrzać się) – zachowanie niepożądane, nacechowane wrogością lub natarczywością, które może mieć charakter seksualny, psychiczny lub emocjonalny, a jego celem lub skutkiem jest naruszenie godności drugiego człowieka. Może mieć miejsce w pracy, szkole, przestrzeni publicznej lub prywatnej. W ujęciu prawnym molestowanie może stanowić formę dyskryminacji, przestępstwo lub czyn niedozwolony (delikt cywilny), zależnie od okoliczności.

## Podstawa prawna
Molestowanie w Polsce regulują następujące akty prawne:
- Kodeks pracy – art. 18³a–18³e definiują i zakazują molestowania i mobbingu w miejscu pracy.[3]
- Kodeks karny – art. 197 (zgwałcenie) i art. 199 (wykorzystanie zależności lub bezradności) przewidują odpowiedzialność karną za przymus do kontaktów seksualnych.[4]
- Ustawa o równym traktowaniu (Dz.U. z 2010 r. nr 254, poz. 1700.) – implementuje dyrektywy UE dotyczące zakazu dyskryminacji ze względu na płeć, wiek, orientację, religię i inne cechy.
- Prawo Unii Europejskiej – w szczególności:
  - Dyrektywa 2004/113/WE – w sprawie równego traktowania kobiet i mężczyzn w zakresie dostępu do towarów i usług.[1][2]
  - Dyrektywa 2006/54/WE – dotycząca równego traktowania kobiet i mężczyzn w zatrudnieniu i pracy.[2]